# Faunarand
Faunarand is een (eufemistische) aanduiding voor een braakliggende of met een gras- of bloemenmengsel ingezaaide zoom of strook langs een akker of een grasland, waarvan het de bedoeling is ongewervelden (zoals insecten), akker- en weidevogels in intensief gebruikte landbouwgebieden een overlevingskans te geven. Een faunarand is een met behulp van overheidssubsidie verbrede akkerrand. Veel ingezaaide plantensoorten in faunaranden zijn groenbemesters als bladrammenas en witte mosterd , luzerne, klaproossoorten, zomergranen (zomertarwe en zomergerst) en winterrogge.

## Doel
Het doel van faunaranden is:
- onderkomen, broedgelegenheid, voedsel en bescherming voor allerhande dieren bieden;
- langs watergangen zorgen voor vermindering van de concentraties van met name nitraat en chloride in het water, bescherming bieden tegen uitspoeling;
- een bijdrage leveren aan de natuurlijke bestrijding van ziekten en plagen doordat natuurlijke bestrijders als loopkevers, spinnen, larven van zweefvliegen, sluipwespen en roofwantsen er kunnen leven;
- het boerenbedrijf als milieuvriendelijk presenteren door hun bloemenrijkdom en recreatie bevorderen.

## Regelgeving
Om boeren te stimuleren faunaranden aan te leggen wordt dit gesubsidieerd. In Nederland gebeurt dit net als bij "natuurbraak" door het Ministerie van Economische Zaken, Landbouw en Innovatie (eerder door LNV) vanuit het SNL-stelsel (eerder SAN). 
Om voor subsidie in aanmerking te komen dient aan een aantal eisen te worden voldaan:
- de randen moeten grenzen aan bouwland of grasland;
- ze dienen van minimaal 1 mei tot 1 maart bestaan;
- de begroeiing (spontaan dan wel ingezaaid) moet bestaan uit grasachtigen, kruiden, granen (geen maïs) of mengsel hiervan;
- de lengte moet minimaal 50 meter bedragen en de breedte dient tussen 6 en 12 meter zijn;
- eenmaal per jaar mag maximaal de helft van de faunarand worden gemaaid en wel tussen 15 juli en 15 augustus;
- onkruidbestrijding is verboden, afgezien van pleksgewijze bestrijding van akkerdistel, ridderzuring of kleefkruid;
- de faunarand mag niet worden voorzien van mest of bagger uit sloten;
- de faunarand mag niet worden bereden, ook niet voor wenden of keren.

## Succes
De eerste faunaranden werden in 1997 aangelegd in de provincie Groningen. Later werden ze ook bij met name boeren in Zeeland, Noord-Brabant en Drenthe populair. Anno 2012 ligt er bijna 10.000 kilometer faunarand in Nederland.
In navolging van Nederland zijn ook in België faunaranden aangelegd. Ook daar worden ze gesubsidieerd. In België wijken de regels iets af. Daar mag bijvoorbeeld de faunarand wel als wendakker gebruikt worden en moet het oppervlak van de faunarand 10% van het perceel bedragen.

## Speciaal gebruik
Een aantal faunaranden in het Hogeland in Groningen wordt sinds 2009 vaker gemaaid om zo betere kansen te geven voor de veldleeuwerik die meer van open terrein houdt, analoog aan de duo- en trioranden.
Op Walcheren verkoopt de agrarische natuurvereniging "Natuurlijk Walcheren" 'bloemplukbonnen', waarmee in de zomermaanden bloemen uit een aantal akkerranden mogen worden geplukt. 

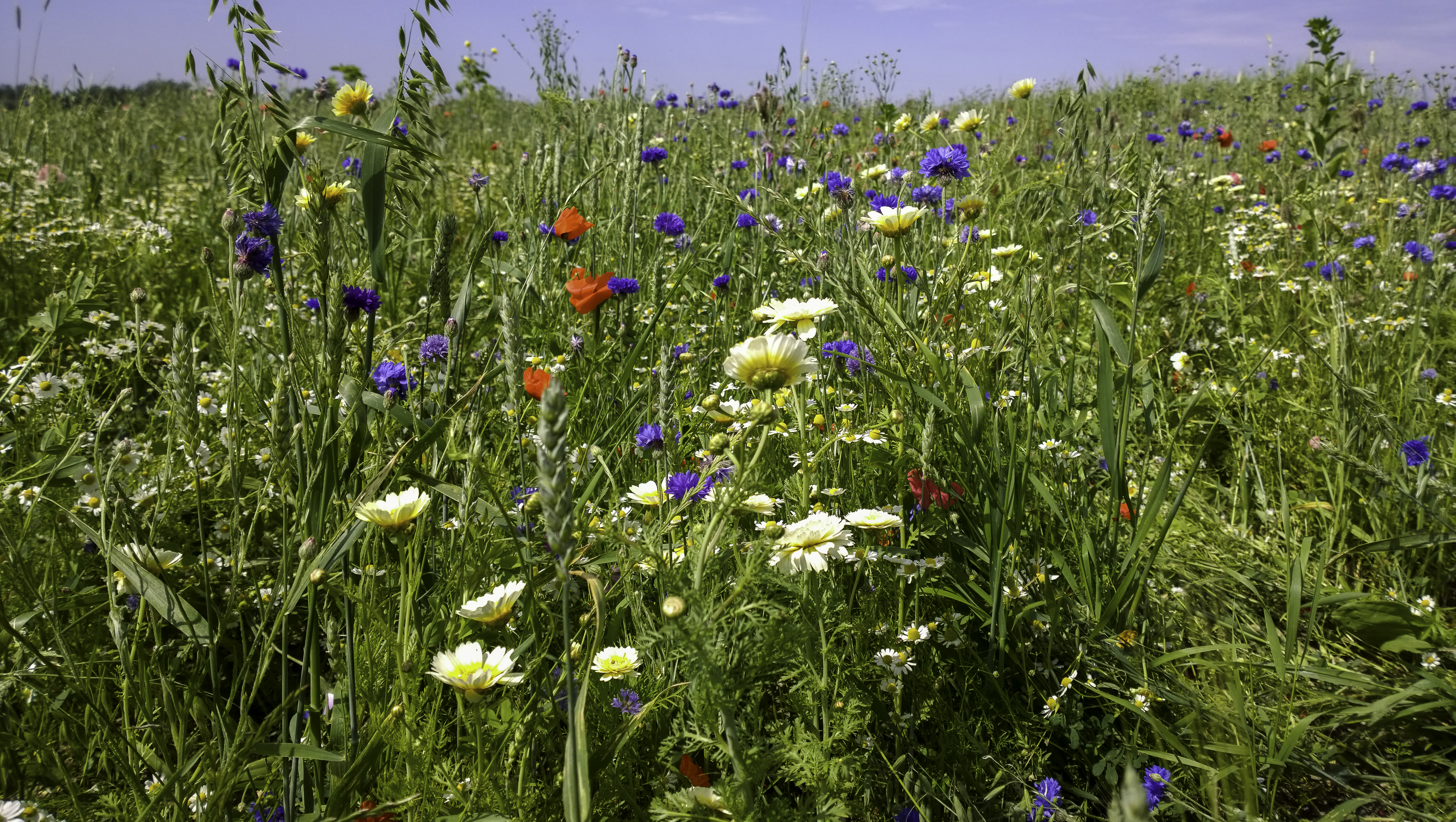
Close-up van een bloeiende faunarand